# Tugnet Salmon Fishing Station

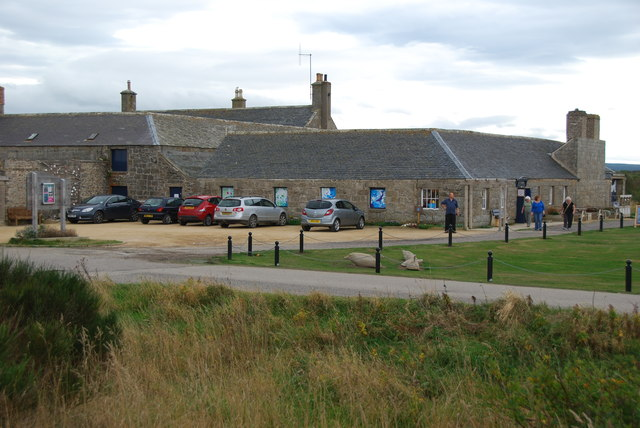
Tugnet Salmon Fishing Station

Die Tugnet Salmon Fishing Station ist ein ehemaliger Fischereibetrieb in der schottischen Ortschaft Spey Bay in der Council Area Moray, in dem heute das Scottish Dolphin Centre untergebracht ist. 1971 wurde das Bauwerk in die schottischen Denkmallisten zunächst in der Kategorie B aufgenommen. Die Hochstufung in die höchste Denkmalkategorie A erfolgte 1988. Das zugehörige Eishaus ist separat als Kategorie-A-Denkmal klassifiziert. Zusammen bilden die Komplexe ein Denkmalensemble.

## Geschichte
Die Ländereien zählten im 18. Jahrhundert zu den Besitztümern der Dukes of Gordon. Zur wirtschaftlichen Entwicklung ließ Alexander Gordon, 4. Duke of Gordon dort den Fischereibetrieb ab den 1770er Jahren errichten. Den ersten, 1772 erbauten Komplex plante vermutlich der schottische Architekt John Baxter. 1783 weitere Gebäude ergänzt. Der Abtransport der Fische erfolgte zunächst per Schiff. So wurden im Jahre 1792 zum Verkauf in London 24 Schiffsladungen Lachs verladen. Um diese Zeit waren 150 Personen auf der Anlage beschäftigt.
Zur gekühlten Lagerung des Fangs befand sich ein Eishaus am Standort. Da dessen Dimensionen bald nicht mehr ausreichten, wurde 1830 ein neuer Eishauskomplex errichtet. Das benötigte Eis wurde in speziell dafür eingerichteten Becken zwischen Eishaus und Küste erzeugt. Die Befüllung des Eishauses mit dem Eisbruch erfolgte durch die oberen Türen. Das Eishaus war zuletzt 1968 in Nutzung. Zuletzt wurde der Fisch nicht mehr per Schiff, sondern per Bahn abtransportiert.
Der Distrikt Moray ließ den Komplex restaurieren und richtete dort ein museales Zentrum zum Themenkomplex Lachsfischerei, Tierwelt und Bootsbau ein. Heute beheimatet die Anlage das Scottish Dolphin Centre.

## Beschreibung
Die Tugnet Salmon Fishing Station steht am Westrand des Weilers Spey Bay an der Mündung des Speys in den Moray Firth. Das Mauerwerk des zweigeschossigen Gebäudekomplexes besteht aus grob zu Quadern behauenem Bruchstein, der zu einem Schichtenmauerwerk verbaut wurde. Zwei zusammenhängende Gebäudegruppen umschließen jeweils einen Innenhof. Ein segmentbogiger Torweg führt auf den Innenhof. Entlang der Fassaden sind zwölfteilige Sprossenfenster eingelassen. Das Mauerwerk der U-förmigen Fortsetzung besteht aus Bruchstein. Die Dächer sind mit Schiefer aus Banffshire eingedeckt.

## Eishaus

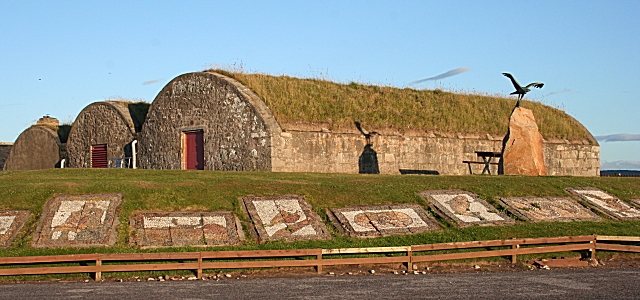
Eishaus

Das Eishaus wird architekturhistorisch zu den bedeutendsten in Schottland gerechnet. Außerdem gilt es als größtes Eishaus Schottlands. Es setzt sich aus drei länglichen Gebäuden mit grasgedeckten Tonnendächern zusammen. Der Innenraum der Gebäude ist unterteilt. Die Gebäude sind miteinander verbunden.